# 理查德·戴克斯 (英国陆军军官)
陆军元帅理查德·詹姆斯·戴克斯爵士 GCB（1799年—1886年12月6日）是一位英國陸軍军官。戴克斯家族是闻名的海军世家，而理查德则在陆军中获得类似的地位。理查德·戴克斯随陆军参与了克里米亚战争中的阿尔马河战役、巴拉克拉瓦战役和因科尔曼战役，在这些战役中，戴克斯负责指挥皇家炮兵的三支部队，之后还参与了整个塞瓦斯托波尔围城战，戴克斯最终于1886年晋升陆军元帅。

## 家族和早年生活
理查德·詹姆斯·戴克斯生于1799年，是皇家海军中将理查德·戴克斯和他的妻子玛莎·菲利普斯·米利根（Martha Phillips Milligan）的儿子。戴克斯家族在海军服役的历史悠久，小理查德的叔叔詹姆斯·理查德·达克斯也是海军中将，而他的两位表兄弟都曾在海军服役，一位成为海军上尉，另一位则是海军中将。小理查德的弟弟悉尼·戴克斯（Sydney Dacres）也在海军服役，最终晋升为海军上将，并担任第一海务大臣。小理查德·詹姆斯于1815年开始就读于伍尔维奇皇家军事学院，并于1817年12月15日以少尉身份加入皇家炮兵部队，开始了在陆军服役的军旅生涯。

## 军旅生涯
戴克斯于1825年8月29日晋升中尉。1837年12月18日，戴克斯晋升副上尉，后于1843年调入皇家骑兵火炮部队。1851年11月11日，戴克斯晋升少校。1852年2月23日，戴克斯晋升中校，并被任命指挥皇家骑兵火炮部队的三支小部队参加克里米亚战争。他和他的部队隶属于卢坎勋爵指挥的骑兵部队。在克里米亚战争中，戴克斯指挥他的部队参加了1854年9月的阿尔马河战役、同年10月的巴拉克拉瓦战役、11月的因科尔曼战役、及整个塞瓦斯托波尔围城战。在巴拉克拉瓦战役中，戴克斯的马在面前被射杀。当福克斯-斯特朗威斯准将在战斗中阵亡后，戴克斯接管了克里米亚战争中英军所有炮兵的指挥权，一直到战争结束。
戴克斯于1855年2月23日领上校军衔，后于3月30日晋升准将，并于同年6月29日晋升少将。1855年7月5日，他因在塞瓦斯托波尔夺取俄军火炮获得战功而被授予巴斯骑士指挥官勋章以及萨伏依指挥官勋章和荣誉军团勋章。1858年3月2日，戴克斯被奥斯曼帝国授权二等梅吉迪勋章。克里米亚战争结束后，戴克斯于1859年5月被任命为伍利奇军区司令，后一直担任该职位到1865年。
戴克斯于1864年7月28日成为皇家骑兵火炮部队的指挥官，并于1864年12月10日晋升中将。1869年6月2日，戴克斯获得巴斯骑士大十字勋章。1877年10月2日，戴克斯退出现役，随后于1881年7月27日被任命为伦敦塔护卫官。1885年1月24日，爱尔兰恐怖分子袭击了伦敦伦敦塔，造成数人受伤，并引发火灾。1882年，戴克斯成为英格兰的炮兵总司令。戴克斯于1886年7月晋升陆军元帅，但于同年12月6日在布莱顿去世，享年87岁。1887年1月6日，马格达拉的纳皮尔勳爵接替戴克斯担任伦敦塔护卫官。

## 家庭和个人生活
戴克斯于1840年11月3日在纽芬兰圣约翰与弗朗西丝·布鲁金·托马斯（Frances Brooking Thomas）结婚。

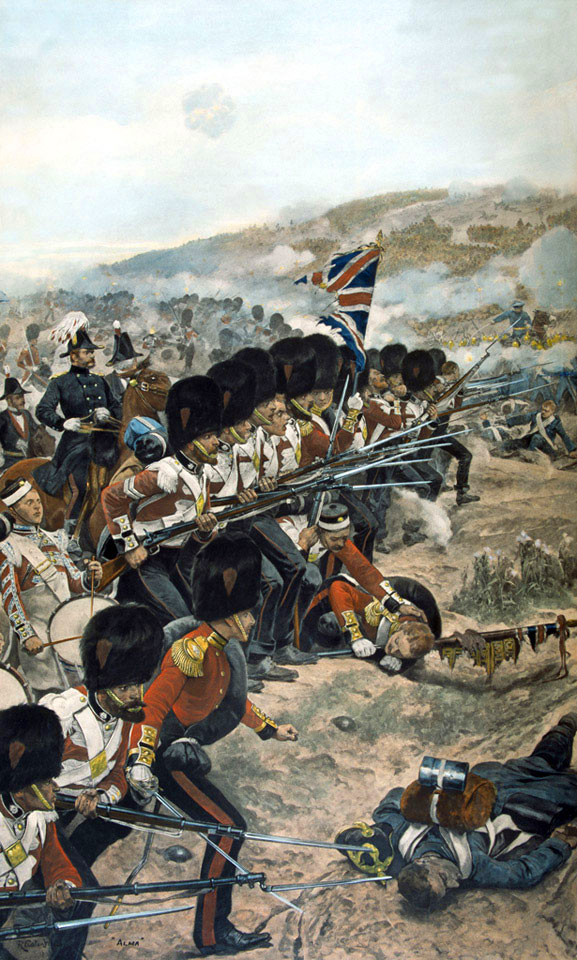
克里米亚战争期间，戴克斯指挥皇家骑兵火炮部队参加阿尔马河战役